# Dichorda uniformis
Dichorda uniformis là một loài bướm đêm trong họ Geometridae.